# Jarosław Patoczka
Jarosław Patoczka (wcześniejsza ortografia: Patočka) (ur. 29 września 1894 w Krakowie, zm. 5 września 1963) – major dyplomowany artylerii Wojska Polskiego, działacz niepodległościowy.

## Życiorys
Urodził się 29 września 1894 w Krakowie jako syn Wincentego (1848–1922), nadoficjała Kolei Północnej, i Wilhelminy z Reichelów (1856–1935). Był bratem Rudolfa (1882–1942), pułkownika artylerii, Ottokara Wilhelma (1885–1940), majora intendenta, zamordowanego w Charkowie i Bogumiła (1884–1947), majora administracji. 
W czasie I wojny światowej służył w Legionach Polskich. Został przydzielony do 5. baterii 1 pułku artylerii na stanowisko celowniczego. 21 maja 1915 został ranny w bitwie pod Konarami. 24 czerwca tego roku odnotowany w Szpitalu Rezerwowym nr 1 Stiftskas w Wiedniu. Po rekonwalescencji, od 1 kwietnia do 27 sierpnia 1916 ponownie w 5. baterii. Później przydzielony do 2. baterii I dywizjonu haubic polowych i 30 marca 1917 wykazany jako plutonowy we wniosku komendy 1 pułku artylerii do odznaczenia austriackim Krzyżem Wojskowym Karola.
Z dniem 31 stycznia 1919 roku został przyjęty do Wojska Polskiego, jako chorąży byłej armii austro-węgierskiej, mianowany podporucznikiem i przydzielony do Stacji Zbrojnej i Uzupełnień Formacji Artyleryjskich w Krakowie. 28 stycznia 1919 roku znalazł się w składzie konwoju, który miał wyjechać do Budapesztu w celu odbioru transportu z materiałem wojennym.
1 czerwca 1921 roku pełnił służbę w Szkole Podchorążych Artylerii w Poznaniu, a jego oddziałem macierzystym był 1 pułk artylerii górskiej. 3 maja 1922 roku został zweryfikowany w stopniu kapitana ze starszeństwem z dniem 1 czerwca 1919 roku i 294. lokatą w korpusie oficerów artylerii, a jego oddziałem macierzystym był nadal 1 pułk artylerii górskiej. W latach 1923–1924 pełnił służbę w Szkole Podoficerów Zawodowych Artylerii, będącej częścią składową Obozu Szkolnego Artylerii w Toruniu, pozostając oficerem nadetatowym 1 pułku artylerii górskiej w Nowym Sączu. Następnie pełnił służbę w 16 pułku artylerii polowej w Grudziądzu.
Z dniem 20 lipca 1925 roku został przydzielony do 63 pułku piechoty w Toruniu na okres trzech miesięcy „celem praktycznego zapoznania się z organizacją, uzbrojeniem i regulaminami” piechoty. Z dniem 1 listopada 1925 roku został przydzielony do Wyższej Szkoły Wojennej w Warszawie na Kurs 1925/1927. Z dniem 28 października 1927 roku, po ukończeniu kursu i otrzymaniu dyplomu naukowego oficera sztabu generalnego, został przydzielony do Oddziału III Sztabu Generalnego. 2 kwietnia 1929 roku został awansowany na majora ze starszeństwem z dniem 1 stycznia 1929 roku i 3. lokatą w korpusie oficerów artylerii. Od grudnia 1929 roku pełnił służbę w Wyższej Szkole Wojennej w Warszawie. W 1931 roku komendant szkoły, generał brygady Tadeusz Kutrzeba wystawił mu następującą opinię: „pracuje jako wykładowca służby sztabów na I roczniku. Pracuje dobrze, ale nie posiada szczególnego daru instruowania. Jest monotonny i nie może pobudzić zainteresowania słuchaczy. Odchodzi w tym roku na przeszkolenie artyleryjskie do Torunia”.
Z dniem 1 września 1934 roku został przydzielony do Ministerstwa Komunikacji na 6 miesięczną praktykę. W grudniu 1934 roku, po ukończeniu kursu transportowego w Szefostwie Komunikacji Wojskowych, objął obowiązki naczelnika Biura Wojskowego Dyrekcji Okręgowej Kolei Państwowych w Warszawie. Z dniem 28 lutego 1935 roku został przeniesiony do rezerwy z równoczesnym przeniesieniem w rezerwie do Oficerskiej Kadry Okręgowej Nr I. 
Na stanowisku naczelnika Biura Wojskowego DOKP Warszawa pozostał formalnie do lata 1939 roku. Jesienią 1937 roku, na polecenie I wiceministra komunikacji inż. Juliana Piaseckiego, rozpoczął studia nad reorganizacją systemu szkolenia pracowników PKP, a na początku 1938 roku powierzono mu przewodnictwo Komisji Studiów nad Organizacją Szkolenia. Obowiązki naczelnika biura wykonywał jego zastępca, kapitan Ignacy Laudański. Od wiosny 1939 roku przebywał w Legionowie, gdzie zajmował się organizacją Centralnego Zakładu Szkolenia Pracowników PKP. 1 lipca 1939 roku Minister Komunikacji powierzył mu obowiązki dyrektora tegoż Zakładu. 24 sierpnia został powołany do służby czynnej na stanowisko oficera kierującego załadunkiem (KZ) w Wilnie. W nocy z 25 na 26 sierpnia przybył do Wilna. Rano 4 września wyjechał z Wilna i następnego dnia przybył do Warszawy. 10 września został przydzielony do 2 Eszelonu Szefostwa Komunikacji Naczelnego Wodza w charakterze oficera do specjalnych zleceń. W nocy z 17 na 18 września w Kutach przekroczył granicę z Rumunią. W lutym 1940 w Brezoi sporządził opracowanie „Organizacja szkolenia pracowników PKP”. Do 1945 roku internowany w Rumunii. W kwietniu 1940 przebywał w Călimănești.
Jarosław Patoczka był dwa razy żonaty. Jego pierwszą żoną była Janina z domu Robak (1899-1954), z którą miał córkę Alicję lub Alinę (ur. 1921). Jego drugą małżonką była Maria z domu Wasiukiewicz (1912-1957).
Zmarł 5 września 1963. Został pochowany w grobie rodzinnym na cmentarzu Rakowickim w Krakowie (kwatera Pas 36-płn-po prawej Majów).

## Ordery i odznaczenia
- Krzyż Niepodległości – 6 czerwca 1931 „za pracę w dziele odzyskania niepodległości”[29][4]
- Krzyż Kawalerski Orderu Odrodzenia Polski – 11 listopada 1937 „za zasługi w służbie kolejowej”[30]
- Krzyż Walecznych dwukrotnie, „za czyny męstwa i odwagi wykazane w bojach toczonych w latach 1918–1921”[31]
- Złoty Krzyż Zasługi – 18 marca 1932 „za zasługi na polu przysposobienia wojskowego”[32]
- Medal Pamiątkowy za Wojnę 1918–1921[33]
- Medal Dziesięciolecia Odzyskanej Niepodległości[33]
- Odznaka za Rany i Kontuzje[33]
- Państwowa Odznaka Sportowa[33]
- Krzyż Kawalerski Orderu Gwiazdy Rumunii – 24 czerwca 1929[34]
- Brązowy Medal Waleczności[35]